# 中坊公平

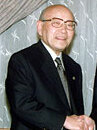
2000年

中坊 公平（なかぼう こうへい、1929年〈昭和4年〉8月2日 - 2013年〈平成25年〉5月3日）は、日本の弁護士（大阪弁護士会）。法学士（京都大学）。元日弁連会長。新しい日本をつくる国民会議（21世紀臨調）特別顧問。
森永ヒ素ミルク中毒事件や豊田商事事件の被害者救済に弁護団長、破産管財人として尽力し、日本弁護士連合会会長や整理回収機構の初代社長を務めた。
1999年に設置された司法制度改革審議会において委員として参加し、法科大学院や裁判員制度の導入に尽力した。戦後日本を代表する弁護士であり、「平成の鬼平」とマスコミ各社に名付けられ呼ばれた。

## 経歴

### 出生から学生時代まで
京都府京都市で、父・中坊忠治、母・富の次男として生まれる。生家は裕福で、公平付きの女中がいた。父親はかつて小学校の先生で、弁護士に転業したという経歴の持ち主だった。母親もまた小学校の先生をしていた。
生まれつき弱虫で体も弱く目立たない存在だったと述懐している。
1942年 同志社中学へ入学。戦争中学徒動員で、三菱電機・伊丹製作所の工場へ働きに行く。朝から晩まで工員として働いた。戦後物資のない時代、両親と田舎に帰り農業をした。
1948年 同志社大学（新制）入学。1949年 同志社外事専門学校編入を経て、1953年 京都大学法学部を卒業する。

### 新人弁護士時代
1954年 中坊は24歳にして司法試験合格、翌年に司法修習生（9期）となるも給料はすべて自分の小遣い、父親を騙して無心と放蕩三昧の日々を送る。1957年 2年間の司法修習生活を終え「イソ弁」（居候弁護士の意）に。遊び癖が抜けず遊蕩三昧、月末は困窮していた。
1970年に40歳で大阪弁護士会副会長になる。

### 森永ヒ素ミルク中毒事件〜豊田商事事件〜豊島産業廃棄物問題
1973年 森永ヒ素ミルク中毒事件被害者弁護団と千日デパート火災テナント弁護団の団長に就任、被害者の救済などに奔走。

1985年 金のペーパー商法で破産した豊田商事の破産管財人に選任され、従業員給与の所得税の返還を実現、被害者への配当を増やした。当時の活動は「プロジェクトX〜挑戦者たち〜・悪から金を取り返せ」として取り上げられた。
1990年 日本弁護士連合会会長に就任。龍谷大学で客員教授として教鞭をとる。
1993年 豊島産業廃棄物問題について、地元住民と共に解決への活動を開始する。

### 整理回収機構
1996年 住宅金融債権管理機構の社長、1999年には整理回収機構の社長に就任。その間、ニュースステーション等の報道番組に出演し難解な法律、金融問題を解説していた。
1998年12月7日、住宅金融債権管理機構代表であった中坊は、安田好弘弁護士を強制執行妨害罪で警視庁捜査二課に告発、安田弁護士は逮捕され、最高裁で罰金50万円の有罪判決が確定。（安田好弘#強制執行妨害事件（安田事件））
1999年7月27日 司法制度改革審議会の委員に就任（2001年7月26日まで）。
2000年3月7日 小渕恵三首相から内閣特別顧問に任命された。
2000年 住宅金融債権管理機構の社長であった時に、同機構において一部で病気静養中の人間の私財を差し押さえるなど不適切な債権回収が行われていたことが明らかになる。2003年 その責任を取る形で弁護士の登録取消届を提出。
2002年5月、司法改革国民会議が発足、運営委員に加わった。
2002年10月、機構は住宅金融専門会社から引き継いだ朝日住建の資産回収の際、買主とは43億円での売却で合意していた土地について、明治生命と横浜銀行には「約32億円で売却する」と虚偽の説明を行い、その結果、2社はそれぞれ9億円で抵当権を抹消し、15億円を詐取したとして告発され有罪は避けられないと思われていたが、東京地検特捜部は中坊ら4人について起訴猶予処分とした。これを受けて中坊は責任をとる形で機構社長を辞任するとともに、所属する大阪弁護士会に登録抹消届と退会届を提出し弁護士を廃業。

### 弁護士廃業後
2007年3月22日、弁護士登録抹消から1年4か月後、大阪弁護士会に入会申込書と弁護士登録請求書を提出したが、その事がマスコミに報じられると様々な声が世間、警察、弁護士会からも出され、7月5日に自ら登録請求を取り下げ弁護士会への再登録を断念した。

### 晩年
京都市左京区にある旅館「聖護院御殿荘」の経営に当たり、同市内の企業の監査役なども務めた。
2013年5月3日午前8時5分、心不全のため京都市内の病院で死去した。83歳没。

## 人物
- 1955年、森永の徳島工場でつくった粉ミルクにひ素が混入して100人以上の乳児が死亡し、1万人を超える乳児が中毒になるという大惨事が起きた（森永ヒ素ミルク中毒事件）[13]。1958年暮れ厚生省は、「皆治った、後遺症は無い」と発表した[13]。しかしそれが嘘であることが事件から14年経って、保健婦達が被害児を訪問してまとめた『14年目の訪問』の発表によって分かった[13]。中坊は、被害者弁護団への参加を誘われた[13]。しかし、大企業である森永乳業と日本国政府を相手の裁判を進めていた弁護士は青年法律家協会（青法協）の人達で、当時アカ呼ばわりをされていた[13]。中坊は「やっと一人前の弁護士になれたところで、弁護団に加わってアカと見られるようになったらまずいな」と思い父に相談した[13]。ところが父の答えは予想外で、「公平、お父ちゃんはな、お前をそんな情けない子供に育てた覚えはない[13]。そもそも子供に対する犯罪に右も左もあると思うのか[13]。人様のお役に立とうかという時に、迷うてお父ちゃんに尋ねる、そんな情けない子に育てたつもりは無い[13]」と叱責された。
- 千日デパート火災、甲山事件、豊島産廃不法投棄事件など多くの事件に関わり活躍した。
- 家庭内の問題や、殊に男女間の諍いなど、人の内情や気持ちを汲むことに疎い上に苦手で、それらに関する訴訟や調停からは遠ざかる。中坊はこれについて、「自分がボンボン育ちだからではないか」と分析している。
- 数字の計算が大の苦手で、二桁の暗算にも難儀するほどだが、概算は得意で帳簿の粗探しに長けている。

## 家族・親族

### 中坊家
（京都府綴喜郡井手町、京都市）
- 父・忠治[14]（弁護士[14]）

1898年（明治31年）9月25日 - 1976年（昭和51年）11月24日
京都府出身。立命館大学、日本弁護士連合会各理事。聖護院の境内の一部を借用して御殿荘 という旅館を経営。宗教は浄土宗。趣味は囲碁、小唄。
- 母・富[14]
- 兄[14]
- 妹[14]
- 妻

中坊は1959年、30歳になる年の2月に結婚した。その前年お見合いをして今の妻と一緒になった。

## 受賞歴
- 1997年：豊島産廃不法投棄事件への取り組みに対して、山陽放送報道部と共同で菊池寛賞を受賞
- 1998年：豊島産廃不法投棄事件への取り組みに対して日韓国際環境賞を受賞[18]。
- 1998年：公益社団法人日本パブリック・リレーションズ協会より日本PR大賞を受賞

## 著書、書籍
- 『裁かれるのは誰か』 1998年 中坊公平・錦織淳∥著 東洋経済新報社
- 『中坊公平・私の事件簿』 2000年、集英社
- 『改めるべきは誰か』 2001年　中坊公平・錦織淳∥著 東洋経済新報社
- 『金ではなく鉄として』 2002年、岩波書店
- 『現場に神宿る』 2006年、現代人文社
- 『住専を忘れるな〜中坊公平が語る正義の回収〜』 1997年、岩波ブックレット
- 『中坊公平という現場』 2002年、中坊公平 ・石川好　五月書房
- 『道理に生きる』 2001年、PHP研究所
- 『罪なくして罰せず』1999年、朝日新聞社
- 『中坊公平の「人間力」』1998年、中坊公平・佐高信　徳間書店
- 『野戦の指揮官・中坊公平　NHKスペシャルセレクション』 1997年、NHK「住専」プロジェクト　日本放送出版協会
- 『野戦の指揮官・中坊公平―不良債権回収に挑む! (NHKライブラリー)』2001年、今井彰・首藤圭子　日本放送出版協会
- 『中坊公平への手紙　佐高信の政経外科〈3〉』 2001年、佐高信∥著 毎日新聞社
- 『中坊公平の修羅に入る―不良債権の腐肉を喰い続ける闇社会と官への痛撃』 1999年、高尾義彦∥著 毎日新聞社
- 『中坊公平の闘い』 1998年、藤井良広∥著 日本経済新聞社

## 論文
- CiNii収録論文 国立情報学研究所